# Táplánszentkereszt
Táplánszentkereszt je vas na Madžarskem, ki upravno spada pod Sombotelsko okrožje Železne županije.